# 丸山礼子
丸山 礼子（まるやま れいこ、1976年1月4日 - ）は、東京都出身の女子プロボクサー。金子ボクシングジム所属。

## 来歴
フィットネスの一環でボクシングを始めるが、アメリカ旅行の際にブリジット・ライリーと出会い競技を始めるきっかけとなる。
山木ジム（現山木ボクシングジム）に所属し、アマチュアで活動した後、1998年9月19日の全日本&MAキック連盟合同興行における菊川未紀戦でデビューも判定負け。
12月26日、MA連盟興行において柴田早千予と2戦目を戦うが、連敗。
2000年3月23日、石本貴子を判定で退け初勝利。
その後渡米し、ロサンゼルスのジムを拠点とする。
アメリカでは4年間で8試合を戦い、2勝6敗。そのうちTKO負けを喫した相手は後のIBA女子フライ級王者のメリンダ・クーパーであった。
帰国後は金子ジムに所属し、2008年、JBCライセンスを取得。
2009年6月16日、三好喜美佳相手に9年ぶりの国内戦に挑むが、0-2で判定負け。

## 戦績
- JBC公認前：11戦3勝8敗
- JBC：1戦1敗